# Witness
Witness — п'ятий студійний альбом американської поп-співачки Кеті Перрі. Був випущений 9 червня 2017 року лейблом Capitol Records. Три сингли передували випуску альбому: "Chained To The Rhythm" (разом із Skip Marley), який вийшов 10 лютого, "Bon Appétit" (за участю Migos), який вийшов 28 квітня, та "Swish Swish" (за участю Нікі Мінаж), який вийшов 19 травня 2017. Промо-сингл "Save as Draft" вийшов 26 червня 2017 року. Альбом отримав змішані відгуки від музичних критиків. Він досяг вершини музичних чартів у Канаді, Іспанії та Сполучених Штатах.

## Список композицій
| Witness – Стандартне видання | Witness – Стандартне видання             | Witness – Стандартне видання                                                             | Witness – Стандартне видання                                     | Witness – Стандартне видання |
| #                            | Назва                                    | Автор слів                                                                               | Продюсер(и)                                                      | Тривалість                   |
| ---------------------------- | ---------------------------------------- | ---------------------------------------------------------------------------------------- | ---------------------------------------------------------------- | ---------------------------- |
| 1.                           | «Witness»                                | Кеті Перрі Макс Мартін Savan Kotecha Ali Payami                                          | Мартін Payami                                                    | 4:10                         |
| 2.                           | «Hey Hey Hey»                            | Перрі Мартін Sia Furler Payami Sarah Hudson                                              | Мартін Payami                                                    | 3:34                         |
| 3.                           | «Roulette»                               | Перрі Мартін Shellback Payami Ferras Alqaisi                                             | Мартін Shellback Payami                                          | 3:18                         |
| 4.                           | «Swish Swish» (із Нікі Мінаж)            | Перрі Duke Dumont Hudson PJ "Promnite" Sledge Нікі Мінаж Brittany Hazzard                | Duke Dumont PJ "Promnite" Sledge [a] Noah "Mailbox" Passovoy [b] | 4:02                         |
| 5.                           | «Déjà Vu»                                | Перрі Hayden James Alqaisi Thomas Stell                                                  | James Passovoy [c]                                               | 3:17                         |
| 6.                           | «Power»                                  | Перрі Jack Garratt Смокі Робінсон                                                        | Garratt Passovoy [c]                                             | 3:46                         |
| 7.                           | «Mind Maze»                              | Перрі Hudson Corin Roddick Megan James                                                   | Roddick [d] Rachael Findlen [c]                                  | 4:08                         |
| 8.                           | «Miss You More»                          | Перрі Hudson Roddick M. James                                                            | Payami [e] Roddick [d] Мартін [c] Findlen [c] Peter Karlsson [f] | 3:54                         |
| 9.                           | «Chained To The Rhythm» (із Skip Marley) | Перрі Мартін Furler Payami Skip Marley                                                   | Мартін Payami                                                    | 3:57                         |
| 10.                          | «Tsunami»                                | Перрі Michael Williams Marcus Bell Hudson Mia Moretti                                    | Mike Will Made It Scooly Passovoy [b]                            | 3:23                         |
| 11.                          | «Bon Appétit» (із Migos)                 | Перрі Мартін Shellback Oscar Holter Alqaisi Quavious Marshall Kiari Cephus Kirsnick Ball | Мартін Shellback Holter                                          | 3:47                         |
| 12.                          | «Bigger Than Me»                         | Перрі Hudson Roddick M. James                                                            | Holter Roddick [d] Findlen [c]                                   | 4:00                         |
| 13.                          | «Save as Draft»                          | Перрі Noonie Bao Dijon McFarlane Nicholas Audino Lewis Hughes Elof Loelv                 | Loelv Мартін [c]                                                 | 3:48                         |
| 14.                          | «Pendulum»                               | Перрі Jeff Bhasker Hudson                                                                | Bhasker Illangelo [a] Passovoy [c]                               | 4:00                         |
| 15.                          | «Into Me You See»                        | Перрі Joe Goddard Alexis Taylor Alqaisi                                                  | Dustin O'Halloran                                                | 4:24                         |
| 57:28                        |                                          |                                                                                          |                                                                  |                              |

| Witness – Ексклюзив Target / Міжнародне розширене видання | Witness – Ексклюзив Target / Міжнародне розширене видання | Witness – Ексклюзив Target / Міжнародне розширене видання | Witness – Ексклюзив Target / Міжнародне розширене видання | Witness – Ексклюзив Target / Міжнародне розширене видання |
| #                                                         | Назва                                                     | Автор слів                                                | Продюсер(и)                                               | Тривалість                                                |
| --------------------------------------------------------- | --------------------------------------------------------- | --------------------------------------------------------- | --------------------------------------------------------- | --------------------------------------------------------- |
| 16.                                                       | «Dance with the Devil»                                    | Перрі Felix Snow Hudson                                   | Snow Passovoy [c]                                         | 3:49                                                      |
| 17.                                                       | «Act My Age»                                              | Перрі Tinashe Fazakerley Mark Crew Hudson                 | Ilya Rationale Crew Passovoy [c]                          | 3:42                                                      |
| 64:59                                                     |                                                           |                                                           |                                                           |                                                           |

| Witness – Японське обмежене розширене видання (DVD) | Witness – Японське обмежене розширене видання (DVD) | Witness – Японське обмежене розширене видання (DVD) | Witness – Японське обмежене розширене видання (DVD) |
| #                                                   | Назва                                               | Режисер(и)                                          | Тривалість                                          |
| --------------------------------------------------- | --------------------------------------------------- | --------------------------------------------------- | --------------------------------------------------- |
| 1.                                                  | «Chained to the Rhythm» (музичне відео)             | Mathew Cullen                                       | 4:00                                                |
| 2.                                                  | «Chained to the Rhythm» (Making of part 1)          | Possum Hill                                         | 5:50                                                |
| 3.                                                  | «Chained to the Rhythm» (Making of part 2)          | Hill                                                | 4:36                                                |
| 14:26                                               |                                                     |                                                     |                                                     |

Примітки
- ↑  – означає додаткового продюсера
- ↑  – означає додаткового продюсера вокалу
- ↑  – означає продюсера вокалу
- ↑  – означає основного продюсера та продюсера вокалу
- ↑  – означає додаткового продюсера вокалу та основного продюсера
- ↑  – означає додаткового продюсера вокала

## Чарти
| Чарт (2017)                             | Місце |
| --------------------------------------- | ----- |
| Australian Albums Chart                 | 2     |
| Austrian Albums Chart                   | 6     |
| Belgian Albums Chart (Фландрія)         | 8     |
| Belgian Albums Chart (Валлонія)         | 4     |
| Canadian Albums Chart                   | 1     |
| Czech Albums Chart                      | 3     |
| Danish Albums Chart                     | 15    |
| Dutch Albums Chart                      | 8     |
| Finnish Albums Chart                    | 3     |
| French Albums Chart                     | 4     |
| German Albums Chart                     | 10    |
| Greek Albums Chart                      | 4     |
| Hungarian Albums Chart                  | 17    |
| Irish Albums Chart                      | 5     |
| Italian Albums Chart                    | 6     |
| Japanese Albums Chart                   | 19    |
| Mexican Albums Chart                    | 2     |
| New Zealand Albums Chart                | 2     |
| Norwegian Albums Chart                  | 5     |
| Polish Albums Chart                     | 9     |
| Portuguese Albums Chart                 | 12    |
| Scottish Albums Chart                   | 7     |
| Slovak Albums Albums                    | 4     |
| South Korean Chart                      | 78    |
| South Korean International Albums Chart | 2     |
| Spanish Albums Chart                    | 1     |
| Swedish Albums Chart                    | 7     |
| Swiss Albums Chart                      | 7     |
| UK Albums Chart                         | 6     |
| Billboard 200                           | 1     |

## Продажі
| Країна                 | Сертифікація (таблиця продажів та сертифікатів) | Продажі  |
| ---------------------- | ----------------------------------------------- | -------- |
| Австралія (ARIA)       | Золото                                          | +35,000  |
| Австрія (IFPI Austria) | Золото                                          | +7,500   |
| Канада (CRIA)          | Платина                                         | +80,000  |
| Франція (SNEP)         | Золото                                          | +50,000  |
| Британія (BPI)         | Срібло                                          | +60,000  |
| США (RIAA)             |                                                 | +162,000 |

## Історія релізів
| Країна         | Дата          | Видання              | Формат                  | Лейбл   | Виноски |
| -------------- | ------------- | -------------------- | ----------------------- | ------- | ------- |
| Різні          | 9 червня 2017 | Стандартне Розширене | CD Цифрове завантаження | Capitol | [ 20 ]  |
| 11 серпня 2017 | LP            | Стандартне Розширене | [ 21 ]                  | Capitol |         |